# Lau event
| Système                                            | Série      | Étage        | Âge (Ma)       |
| -------------------------------------------------- | ---------- | ------------ | -------------- |
| Dévonien                                           | Inférieur  | Lochkovien   | plus récent    |
| Silurien                                           | Pridoli    | Pridoli      | 423.0 – 419.62 |
| Silurien                                           | Ludlow     | Ludfordien   | 425.0 – 423.0  |
| Silurien                                           | Ludlow     | Gorstien     | 426.7 – 425.0  |
| Silurien                                           | Wendock    | Homérien     | 430.6 – 426.7  |
| Silurien                                           | Wendock    | Sheinwoodien | 432.9 – 430.6  |
| Silurien                                           | Llandovery | Télychien    | 438.6 – 432.9  |
| Silurien                                           | Llandovery | Aéronien     | 440.5 – 438.6  |
| Silurien                                           | Llandovery | Rhuddanien   | 443.1 – 440.5  |
| Ordovicien                                         | Supérieur  | Hirnantien   | plus ancien    |
| Subdivisions du Silurien d'après l'ICS, août 2018. |            |              |                |

Le Lau event fut l'une des trois extinctions de masse de la période silurienne, avec un impact majeur sur les faunes de Conodontes, mais également sur d'autres faunes (Graptolites) et flores (Acritarches). Cet événement apparaît au moment où le niveau des mers est relativement bas, suivi d'une excursion isotopique dans l'étage faunique du Ludfordien supérieur et d'un changement de régime sédimentaire.

## Impact biologique
Le Lau event intervient au cours du Ludfordien, une subdivision de l'étage du Ludlow qui a débuté il y a environ 425 millions d'années. Les meilleurs affleurements comportant cet événement sont représentés sur l'île suédoise de Gotland : son nom est d'ailleurs tiré de celui de la chapelle de Lau de cette île. Le début de l'événement est tracé sur le terrain à la première occurrence des strates de Eke, pratiquement au même moment où le taux d'extinction de plusieurs groupes biologiques augmente sensiblement et ce changement coïncide lui-même avec des baisses de diversité observées dans les couches du même âge (principalement souligné par les conodontes et les graptolites).
Dans l'ordre, les Conodontes semblent avoir été frappés en premier et les Graptolites dans un second temps au moment où se manifeste l'excursion isotopique. Même si cet événement biologique a eu un impact assez important, de nombreux taxons réapparaissent à la suite de l'événement, soit parce qu'ils semblent avoir survécu dans des « zones refuge », soit parce que les environnements dans lesquels les organismes ont vécu n'ont pas été préservés ou ont disparu du fait de l'érosion. Cela dit, on note un certain déséquilibre dans les communautés animales, plusieurs organismes n'étant pas parvenu pas à persister dans la niche écologique qui était la leur avant l'événement.

## Évolution géochimique
Lors des épisodes d'extinction de masse, on observe fréquemment un ou plusieurs pics de δ13C, également associées à des variations importantes chez les autres isotopes. Plusieurs travaux ont tenté d'expliquer ces épisodes par des variations climatiques ou de changement du niveau des mers, cependant d'autres travaux ont montré que ces facteurs seuls s'avéraient insuffisants pour expliquer l'ampleur de ces excursions isotopiques, suggérant que des changements de température et de densité seraient intervenus dans les océans.
On reconnait ainsi plusieurs causes à l'excursion isotopique, comme une augmentation de l'altération et l'enfouissement du carbone, comme des changements dans l'intéraction entre l'atmosphère et les océans, comme des changements dans la productivité organique ou comme des variations d'humidité/aridité.

## Régime sédimentaire
Le Lau Event est marqué par de profonds changements sédimentologiques, probablement associés avec le début d'une transgression qui atteint son maximum lorsque les strates de Burgsvik se sont déposées et qui marquent la fin de l'événement. Ces changements sont soulignés par une extension des surfaces d'érosion et le retour de conglomérats dans les strates de Eke. Ceci a eu un impact majeur sur l'évolution des écosystèmes marins, puisque de tels dépôts ne se forment que dans les conditions similaires à celles observées au cours du Cambrien alors que les premiers écosystèmes se sont établis. Dans les strates de Eke, on observe des stromatolites qui cohabitent rarement avec les formes de vie plus évoluées, mais également d'abondantes colonies microbiennes de type Rothpletzella ou Wetheredella qui encroûtent fréquemment les restes d'organismes fossilisés comme les brachiopodes ou les orthocères. Toutes ces caractéristiques se rencontrent également à l'occasion des extinctions de masse de plus grande ampleur (extinction de l'Ordovicien-Silurien et l'extinction Permien-Trias).